# 홍보람
홍보람(1988년 10월 1일 ~ )는 대한민국의 농구인이다. 신장 178cm의 포워드이다.
2006년 은광여고 3학년 재학 중 용인 삼성생명 비추미에 1차 5순위로 지명되었다. 박하나 FA 이적으로 인한 보상선수로 지명, 하나외환으로 옮기게 되었다.
2016년 박언주와 1:1 트레이드로 아산 우리은행 위비로 이적하였다.
2021-22 시즌이 끝나고 은퇴하였으며 아산 우리은행 우리WON팀의 매니저로 활동 중이다.

## 이력
- 화서초등학교
- 은광여자중학교
- 은광여자고등학교
- 2007년 제18회 FIBA 아시아청소년여자농구선수권대회 출전(3위)
- 2007년 제7회 U19 세계여자농구선수권대회 대표팀 출전(8위)
- 용인 삼성생명 비추미
- 부천 하나외환 여자농구단
- 아산 우리은행 위비

## 수상
- 2005년 제30회 협회장기 미기상
- 2006년 연맹회장기 최우수선수
- 2008-2009시즌 1라운드 MIP
- 2010 퓨처스리그 2점 야투상